# Інститут наукової інформації з суспільних наук РАН
Інститут наукової інформації з суспільних наук РАН (ІНІОН РАН) (рос. Институт научной информации по общественным наукам РАН (ИНИОН РАН)) — дослідницька організація при Президії Російської академії наук. Найбільший в Російській Федерації, а також в колишньому СРСР, центр наукової інформації та багатопрофільний науково-дослідний інститут в галузіі бібліографії соціальних та гуманітарних наук.

## Історія
Інститут було створено 7 лютого 1969 року на базі Фундаментальної бібліотеки суспільних наук (ФБОН) АН СРСР імені Вячеслава Петровича Волгіна. Першим директором Інституту (1970–1972) був сходознавець доктор історичних наук Лев Петрович Делюсін. Великий внесок у розвиток установи вніс економіст академік Володимир Олексійович Виноградов, який пропрацював на посаді директора у 1972—1998 роках. З 1998 року Інститутом керує політолог академік Юрій Сергійович Пивоваров.

### Пожежа 2015 року

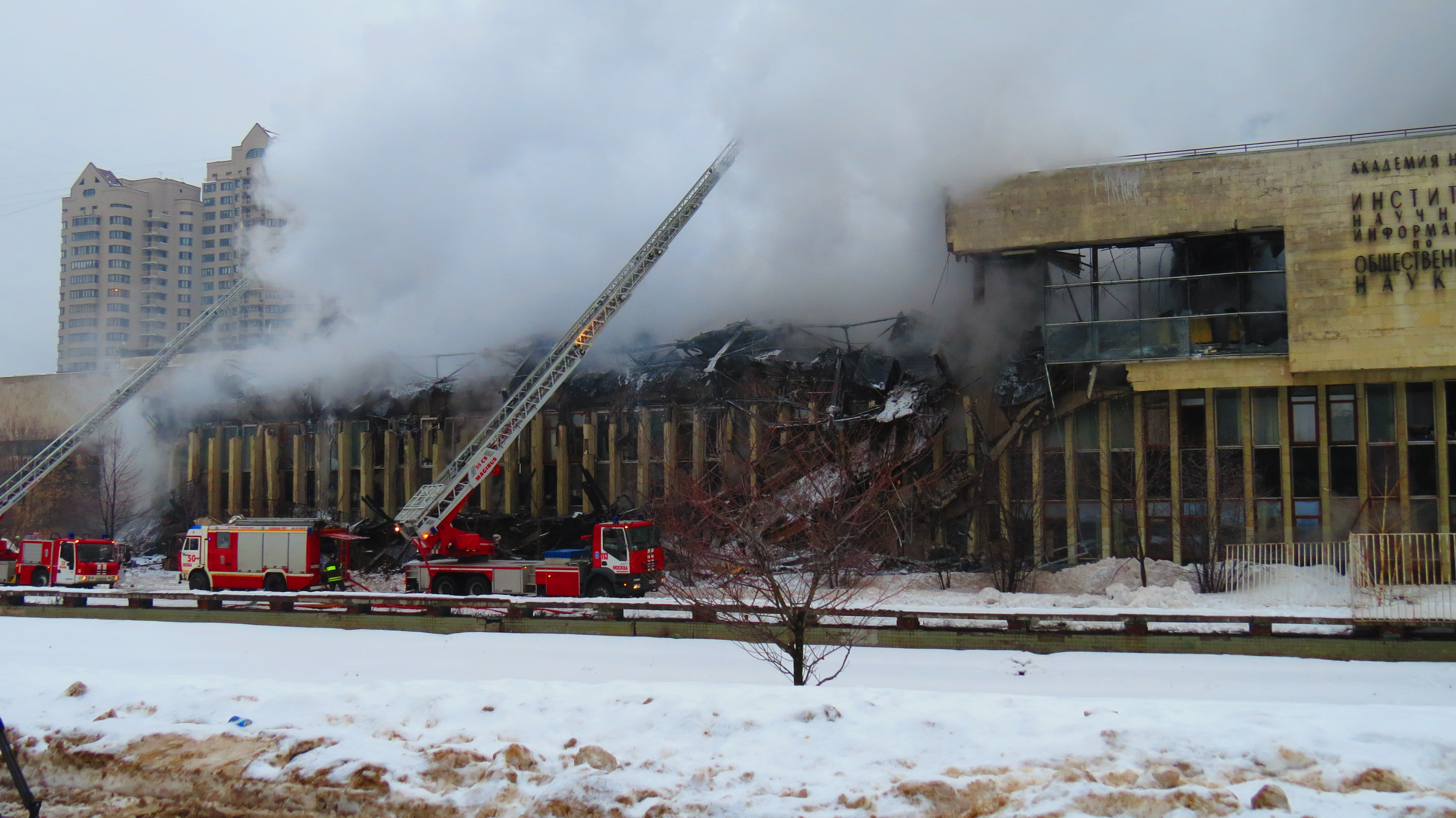
Будівля ІНІОН РАН під час пожежі 30-31 січня 2015 року

30 січня 2015 року у будинку Інституту спалахнула пожежа, яка тривала більше доби. Внаслідок неї постраждав верхній поверх закладу, де знаходились зали бібліотеки та деякі фонди. Була втрачена значана частина цінних бібліотечних фондів (за попередніми оцінками близько 20%).

## Загальні відомості
Фундаментальна бібліотека ІНІОН РАН заснована в 1918 як бібліотека Соціалістичної академії суспільних наук (пізніше — Комуністичної академії), налічує близько 14 млн одиниць зберігання (книг, брошур журналів, авторефератів дисертацій, мікрофільмів та ін.). У її фонді є рідкісні видання XVI — початку XX століть, документи на стародавніх, сучасних східних, європейських та російських мовах. У читальних залах у вільному доступі є різноманітні енциклопедії та довідники.
Інститут готує та видає серії бібліографічних, реферативних та аналітичних видань. Має у розпорядженні Автоматизовану інформаційну систему з суспільних наук (понад 4 млн записів), проводить наукові дослідження в галузі правознавства, політичної науки, історії, економіки, соціології та соціальної психології, філософії, культурології, літературознавства, мовознавства, регіонознавства, глобальних проблем сучасності, африканістики, наукознавства, європейської безпеки та інших дисциплін.
У бібліотеці й інституті в різний час працювали відомі науковці в області бібліотекознавства та бібліографії — Г. К. Дерман, Д. Д. Іванов, В. І. Шунков, Т. І. Райнов, Г. Г. Кричевський, К. Р. Симон, І. Я. Госин та ін. Інші відомі: Н. Н. Місяців, Сергій Земляний. В 1953–1968 рр. в ФБОН працював відомий радянський та ізраїльський філософ-синолог В. А. Рубін.

### Склад інституту
- Центр соціальних науково-інформаційних досліджень;
- Центр гуманітарних науково-інформаційних досліджень;
- Центр науково-інформаційних досліджень глобальних та регіональних проблем;
- Центр науково-інформаційних досліджень з науки, освіти та технологій;
- Центр інформатизації;
- Центр інформаційного забезпечення банківської діяльності та підприємництва;
- Центр комплексних досліджень російської еміграції;
- Центр перспективних методологій соціально-гуманітарних досліджень;
- Центр росієзнавства.